# Биатлон на всероссийской спартакиаде 2024
Соревнования по биатлону в рамках II всероссийской Спартакиады сильнейших 2024 года проходили в Златоусте, Челябинская область с 10 по 18 февраля 2024 года.

## Общая информация
Старты принимал новый лыжно-биатлонный комплекс имени С. И. Ишмуратовой. Средняя посещаемость каждой гонки составила около 10 тысяч зрителей, а за весь турнир стадион Златоуста посетили около 73 тысяч.
Всего было разыграно 11 комплектов наград в олимпийских дисциплинах. Каждая команда могла выставить на гонку не более 5 спортсменов.
Из-за продолжающегося отстранения российских биатлонистов от международных соревнований, данный турнир являлся главным стартом сезона. Помимо российских биатлонистов, в соревнованиях вне зачёта участвовали спортсмены из Республики Беларусь, которых изначально не планировали допускать. Однако в масс-стартах белорусы участие не приняли.
За победу в гонке спортсмен получил 358 400 рублей, за второе место — 179 200, за третье — 107 500, а около половины этих сумм полагается тренерам. Помимо этого, власти некоторых регионов России утвердили единовременную выплату победителям и призёрам спартакиады на аналогичные суммы, а также именные стипендии.

## Расписание
| Дата       | Время (МСК) | Дисциплина                            |
| ---------- | ----------- | ------------------------------------- |
| 10 февраля | 09:35       | Спринт. Мужчины 10 км.                |
| 10 февраля | 12:20       | Спринт. Женщины 7,5 км.               |
| 11 февраля | 09:00       | Гонка преследования. Мужчины 12,5 км. |
| 11 февраля | 12:00       | Гонка преследования. Женщины 10 км.   |
| 13 февраля | 09:30       | Индивидуальная гонка. Мужчины 20 км.  |
| 13 февраля | 13:00       | Индивидуальная гонка. Женщины 15 км.  |
| 16 февраля | 13:30       | Смешанная эстафета 2×6 + 2×7,5 км.    |
| 17 февраля | 09:00       | Эстафета. Женщины 4×6 км.             |
| 17 февраля | 12:45       | Масс-старт. Мужчины 15 км             |
| 18 февраля | 09:30       | Масс-старт. Женщины 12,5 км           |
| 18 февраля | 12:30       | Эстафета. Мужчины 4×7,5 км            |

## Медальный зачёт
| Место | Регион                |   |   |   | Всего |
| ----- | --------------------- | - | - | - | ----- |
| 1     | Свердловская область  | 3 | 5 | 1 | 9     |
| 2     | Красноярский край     | 2 | 1 | 1 | 4     |
| 3     | Башкортостан          | 2 | 0 | 2 | 4     |
| 4     | Тюменская область     | 1 | 1 | 2 | 4     |
| 5     | Москва                | 1 | 1 | 0 | 2     |
| =6    | Сахалинская область   | 1 | 0 | 0 | 1     |
| =6    | ЯНАО                  | 1 | 0 | 0 | 1     |
| 8     | Московская область    | 0 | 1 | 3 | 4     |
| =9    | Санкт-Петербург       | 0 | 1 | 0 | 1     |
| =9    | ХМАО                  | 0 | 1 | 0 | 1     |
| 11    | Новосибирская область | 0 | 0 | 2 | 2     |

## Результаты
| Гонка                                                                                     | Мужчины | Женщины |
| Спринт 1. 10 февраля 2024 Мужчины: 10 км 2. 10 февраля 2024 Женщины: 7,5 км               | 1. Эдуард Латыпов 23:42.8 (1) 2. Кирилл Бажин +15.1 (0) 3. Даниил Серохвостов +22.0 (1) 4. Карим Халили 5. Максим Цветков 6. Роман Ерёмин Протоколы | 1. Анастасия Батманова 22:56.1 (0) 2. Виктория Сливко +3.5 (1) 3. Анастасия Гореева +5.1 (1) 4. Юлия Шеллер 5. Анастасия Зырянова 6. Полина Шевнина Протоколы |
| Гонка преследования 1. 11 февраля 2024 Мужчины: 12,5 км 2. 11 февраля 2024 Женщины: 10 км | 1. Эдуард Латыпов 35:19.0 (3) 2. Карим Халили +8.0 (3) 3. Кирилл Бажин +17.5 (2) 4. Даниил Серохвостов 5. Максим Цветков 6. Роман Ерёмин Протоколы | 1. Виктория Сливко 32:06.4 (1) 2. Ирина Казакевич +24.8 (1) 3. Анастасия Гореева +36.0 (3) 4. Наталия Шевченко 5. Кристина Резцова 6. Елизавета Каплина Протоколы |
| Индивидуальная гонка 1. 13 февраля 2024 Мужчины: 20 км 2. 13 февраля 2024 Женщины: 15 км  | 1. Евгений Сидоров 54:10.9 (0) 2. Василий Томшин +29.3 (1) 3. Даниил Серохвостов +33.9 (2) 4. Эдуард Латыпов 5. Ильназ Мухамедзянов 6. Александр Поварницын Протоколы | 1. Наталия Шевченко 44:18.9 (1) 2. Анастасия Шевченко +23.2 (0) 3. Виктория Сливко +37.5 (1) 4. Екатерина Носкова 5. Ирина Казакевич 6. Полина Шевнина Протоколы |
| Смешанная эстафета 1. 16 февраля 2024 Женщины: 2x6 км Мужчины: 2x7.5 км                   | 1. Свердловская область 1:06:35.9 (1+9) (Ирина Казакевич, Наталия Шевченко, Савелий Коновалов, Кирилл Бажин) 2. Московская область +13.9 (0+8) (Полина Шевнина, Анастасия Гореева, Роман Сурнев, Кирилл Стрельцов) 3. Красноярский край +20.8 (0+0) (Юлия Шеллер, Наталья Гербулова, Ярослав Костюков, Евгений Сидоров) Протоколы | 1. Свердловская область 1:06:35.9 (1+9) (Ирина Казакевич, Наталия Шевченко, Савелий Коновалов, Кирилл Бажин) 2. Московская область +13.9 (0+8) (Полина Шевнина, Анастасия Гореева, Роман Сурнев, Кирилл Стрельцов) 3. Красноярский край +20.8 (0+0) (Юлия Шеллер, Наталья Гербулова, Ярослав Костюков, Евгений Сидоров) Протоколы            |
| Эстафета 1. 18 февраля 2024 Мужчины: 4x7,5 км 2. 17 февраля 2024 Женщины: 4x6 км          | 1. ЯНАО 1:19:39.5 (1+6) (Александр Бектуганов, Виктор Плицев, Дмитрий Абашев, Рустам Каюмов) 2. Свердловская область +9.6 (0+11) (Михаил Стребко, Савелий Коновалов, Андрей Остапий, Кирилл Бажин) 3. Башкортостан +37.6 (0+9) (Илья Бурлаков, Антон Бабиков, Александр Бабчин, Эдуард Латыпов) Протоколы                         | 1. Свердловская область 1:13:06.1 (1+6) (Тамара Дербушева, Ирина Казакевич, Анастасия Шевченко, Наталия Шевченко) 2. Красноярский край +59.1 (0+8) (Анна Григорьева, Юлия Шеллер, Екатерина Кулакова, Наталья Гербулова) 3. Тюменская область +2:10.7 (1+13) (Ксения Шнейдер, Ульяна Нигматуллина, Анна Грухвина, Виктория Сливко) Протоколы |
| Масс-старт 1. 17 февраля 2024 Мужчины: 15 км 2. 18 февраля 2024 Женщины: 12,5 км          | 1. Карим Халили 38:24.8 (2) 2. Алексей Вагин +10.8 (2) 3. Эдуард Латыпов +14.5 (4) 4. Кирилл Бажин 5. Василий Томшин 6. Александр Логинов Протоколы | 1. Юлия Шеллер 40:23.8 (0) 2. Наталия Шевченко +18.9 (2) 3. Анастасия Гореева +39.3 (2) 4. Елизавета Каплина 5. Виктория Сливко 6. Кристина Резцова Протоколы |

## Интересные факты
- Василий Томшин, в межсезонье вернувшийся в родную Свердловскую область, на спартакиаде, по договорённостям, представлял свой прежний регион Санкт-Петербург[19].
- Представительница Югры Алина Кудисова не попала в состав своей биатлонной команды на спартакиаду, но выступила на этом же турнире в лыжных гонках[20].
- Бронзовый призёр смешанной эстафеты, команда Красноярского края, за 8 огневых рубежей не использовала ни одного дополнительного патрона.
- Спортсмены из Башкортостана, финишировавшие в эстафете четвёртыми после команды Республики Беларусь, но получившие по регламенту бронзу, отдали свои награды белорусам[21]. Позднее башкирским биатлонистам вручили ещё один комплект медалей[22].
- После финиша мужской эстафеты между болельщиками ЯНАО и Свердловской области произошла массовая драка, серьёзно никто не пострадал[23][24][25].